# Deutscher Sportclub Arminia Bielefeld 1976-1977
Questa voce raccoglie le informazioni riguardanti il Deutscher Sportclub Arminia Bielefeld nelle competizioni ufficiali della stagione 1976-1977.

## Stagione
Nella stagione 1976-1977 l'Arminia Bielefeld, allenato da Karlheinz Feldkamp, concluse il campionato di 2. Bundesliga al 2º posto. In Coppa di Germania l'Arminia Bielefeld fu eliminato agli ottavi di finale dal Rot-Weiss Essen.

## Rosa
| N. |                     | Ruolo | Calciatore            |
| -- | ------------------- | ----- | --------------------- |
|    | Germania (bandiera) | P     | Gerd Siese            |
|    | Germania (bandiera) | P     | Uli Stein             |
|    | Germania (bandiera) | D     | Eduard Angele         |
|    | Germania (bandiera) | D     | Wolfgang Berg         |
|    | Germania (bandiera) | D     | Hans-Werner Moors     |
|    | Germania (bandiera) | D     | Manfred Wolf          |
|    | Germania (bandiera) | C     | Karl-Hermann Eickhoff |
|    | Germania (bandiera) | C     | Norbert Eilenfeldt    |
|    | Germania (bandiera) | C     | Thomas Ellenberg      |
|    | Germania (bandiera) | C     | Jonny Hey             |

| N. |                     | Ruolo | Calciatore          |
| -- | ------------------- | ----- | ------------------- |
|    | Germania (bandiera) | C     | Wolfgang Mittendorf |
|    | Germania (bandiera) | C     | Roland Peitsch      |
|    | Germania (bandiera) | C     | Wolfgang Pohl       |
|    | Germania (bandiera) | A     | Harry Erhart        |
|    | Germania (bandiera) | A     | Ewald Lienen        |
|    | Germania (bandiera) | A     | Christian Sackewitz |
|    | Germania (bandiera) | A     | Wolfgang Schilling  |
|    | Germania (bandiera) | A     | Peter Schreiner     |
|    | Germania (bandiera) | A     | Norbert Siefke      |

## Organigramma societario
Area tecnica
- Allenatore: Karlheinz Feldkamp
- Allenatore in seconda:
- Preparatore dei portieri:
- Preparatori atletici:

## Calciomercato

### Sessione estiva
| Acquisti | Acquisti            | Acquisti        | Acquisti |
| R.       | Nome                | da              | Modalità |
| -------- | ------------------- | --------------- | -------- |
| A        | Christian Sackewitz | TeBe Berlino    |          |
| D        | Eduard Angele       | Gütersloh       |          |
| C        | Norbert Eilenfeldt  | Mülheim         |          |
| A        | Harry Erhart        | Pirmasens       |          |
| D        | Hans-Werner Moors   | Preußen Münster |          |
| P        | Uli Stein           | 1. FC Wunstorf  |          |

| Cessioni | Cessioni        | Cessioni         | Cessioni |
| R.       | Nome            | a                | Modalità |
| -------- | --------------- | ---------------- | -------- |
| C        | Helmut Balke    | Bonner           |          |
| P        | Horst Dreher    | Bonner           |          |
| D        | Jürgen Gelsdorf | Bayer Leverkusen |          |
| A        | Volker Graul    | Preußen Münster  |          |
| A        | Bernd Wehmeyer  | Hannover 96      |          |

### Sessione invernale
| Acquisti | Acquisti | Acquisti | Acquisti |
| R.       | Nome     | da       | Modalità |
| -------- | -------- | -------- | -------- |

| Cessioni | Cessioni | Cessioni | Cessioni |
| R.       | Nome     | a        | Modalità |
| -------- | -------- | -------- | -------- |

## Risultati

### 2. Bundesliga

#### Girone di andata
| Arbitro: | Burgers |

|  |           |         |
|  | Marcatori | 6’ Wolf |

| Arbitro: | Zuchantke |

|            |           |                   |
| Erhart 56’ | Marcatori | 87’ (rig.) Mrosko |

| Arbitro: | Kopka |

|                                                                       |           |  |
| Moors 9’ Schilling 15’ Eilenfeldt 48’ Kuhlmeyer 65’ (aut.) Erhart 85’ | Marcatori |  |

| Arbitro: | Brückner |

|                    |           |  |
| Rehbach 40’ (rig.) | Marcatori |  |

| Arbitro: | Ohmsen |

|                    |           |  |
| Peitsch 57’ (rig.) | Marcatori |  |

| Arbitro: | Eschweiler |

|             |           |                                               |
| Ochmann 14’ | Marcatori | 3’ Wolf 27’ Schilling 74’, 83’ Lienen 86’ Hey |

| Arbitro: | Redelfs |

|          |           |  |
| Pohl 75’ | Marcatori |  |

| Arbitro: | Basedow |

|           |           |  |
| Graul 10’ | Marcatori |  |

| Arbitro: | Hennig |

|                       |           |                           |
| Erhart 12’ Lienen 65’ | Marcatori | 24’ Wunder 45’ Pagelsdorf |

| Arbitro: | Roth |

|                                 |           |                                                       |
| Babington 34’ (rig.) Hammes 85’ | Marcatori | 5’ (rig.), 27’, 62’ (rig.) Hey 40’ Erhart 80’ Peitsch |

| Bielefeld 9 ottobre 1976 11ª giornata | Arminia Bielefeld | 0 – 0 referto | Bayer Uerdingen | Bielefelder Alm (23 000 spett.)\| Arbitro: \| Schütte \| |
| Arbitro:                              | Schütte           |               |                 |                                                          |

| Arbitro: | Wichmann |

|                       |           |                      |
| Flüshöh 33’ Mayer 45’ | Marcatori | 32’ Erhart 86’ Moors |

| Arbitro: | Kaiser |

|                                     |           |  |
| Moors 2’ Hey 48’ (rig.) Peitsch 57’ | Marcatori |  |

| Arbitro: | Marchefka |

|  |           |          |
|  | Marcatori | 25’ Wolf |

| Arbitro: | Eggers |

|            |           |             |
| Lienen 14’ | Marcatori | 18’ Pröpper |

| Arbitro: | Niemann |

|                |           |  |
| Hochheimer 18’ | Marcatori |  |

| Arbitro: | Richter |

|                                   |           |                |
| Erhart 8’ Hey 17’ Lienen 33’, 72’ | Marcatori | 55’ Milasincic |

| Arbitro: | Wippker |

|            |           |                    |
| Schock 83’ | Marcatori | 48’ Wolf 89’ Moors |

| Arbitro: | Rieb |

|                        |           |  |
| Wolf 67’ Sackewitz 70’ | Marcatori |  |

#### Girone di ritorno
| Arbitro: | Heitmann |

|                              |           |  |
| Mittendorf 11’ Schilling 28’ | Marcatori |  |

| Arbitro: | Kaiser |

|                   |           |                                    |
| Mrosko 54’ (rig.) | Marcatori | 40’ Wolf 48’ Eilenfeldt 55’ Erhart |

| Arbitro: | Kopka |

|                     |           |                                   |
| Wallek 2’, 33’, 76’ | Marcatori | 4’ Angele 7’ Erhart 45’ Schilling |

| Arbitro: | Kopka |

|              |           |  |
| Sackewitz 1’ | Marcatori |  |

| Arbitro: | Hennig |

|            |           |                    |
| Otters 45’ | Marcatori | 85’ (rig.) Peitsch |

| Arbitro: | Gathmann |

|         |           |                              |
| Hey 74’ | Marcatori | 18’ Ochmann 20’, 40’ Brücken |

| Arbitro: | Horstmann |

|                                       |           |                           |
| Gerber 34’ Berg 38’ (aut.) Demuth 59’ | Marcatori | 53’ Eilenfeldt 89’ Erhart |

| Arbitro: | Ohmsen |

|                     |           |                       |
| Eilenfeldt 12’, 74’ | Marcatori | 48’ Wolf 89’ Grünther |

| Arbitro: | Gabor |

|                                     |           |                |
| Milewski 17’, 35’, 82’ Wehmeyer 58’ | Marcatori | 24’ Eilenfeldt |

| Arbitro: | Milkert |

|                                             |           |  |
| Wolf 38’ Pohl 62’ Peitsch 64’ Schilling 81’ | Marcatori |  |

| Arbitro: | Eschweiler |

|                         |           |                        |
| Raschid 71’ Mostert 90’ | Marcatori | 4’ Wolf 59’ Eilenfeldt |

| Arbitro: | Lutz |

|            |           |              |
| Lienen 35’ | Marcatori | 10’ Wehmeier |

| Arbitro: | Kindervater |

|             |           |                                                   |
| Kuballa 82’ | Marcatori | 14’ Mittendorf 32’, 53’ Eilenfeldt 78’ (rig.) Hey |

| Bielefeld 9 aprile 1977 33ª giornata | Arminia Bielefeld | 0 – 0 referto | Wacker 04 Berlino | Bielefelder Alm (7 000 spett.)\| Arbitro: \| Niemann \| |
| Arbitro:                             | Niemann           |               |                   |                                                         |

| Arbitro: | Heitmann |

|           |           |               |
| Budde 86’ | Marcatori | 85’ Sackewitz |

| Arbitro: | Sommershoff |

|                        |           |  |
| Eilenfeldt 32’ Hey 35’ | Marcatori |  |

| Arbitro: | Pauly |

|                                    |           |          |
| Hoffmann 50’ (rig.) Milasincic 79’ | Marcatori | 18’ Wolf |

| Arbitro: | Jensen |

|                           |           |            |
| Erhart 23’, 72’ Moors 84’ | Marcatori | 68’ Hußner |

| Arbitro: | Eschweiler |

|  |           |                               |
|  | Marcatori | 55’ Lienen 84’ (rig.) Peitsch |

### Coppa di Germania
| Arbitro: | Sommershoff |

|                                                                           |           |                       |
| Erhart 19’, 100’, 110’ Peitsch 62’ (rig.) Eilenfeldt 97’ Berg 115’ (rig.) | Marcatori | 25’ Nigl 78’ Pongratz |

| Arbitro: | Wuttke |

|                                                                     |           |  |
| Eickhoff 5’ Wolf 26’ Erhart 41’ Schilling 47’ Siefke 56’ Lienen 85’ | Marcatori |  |

| Arbitro: | Dreher |

|                                                       |           |                                                  |
| Weinkauff 48’ (rig.) Kohlenbrenner 78’ Cvijanovic 90’ | Marcatori | 25’ Schilling 37’, 69’ Erhart 55’ (aut.) Ziegler |

| Arbitro: | Rieb |

|                      |           |  |
| Hrubesch 1’ Lund 24’ | Marcatori |  |

## Statistiche

### Statistiche di squadra
| Competizione      | Punti | In casa | In casa | In casa | In casa | In casa | In casa | In trasferta | In trasferta | In trasferta | In trasferta | In trasferta | In trasferta | Totale | Totale | Totale | Totale | Totale | Totale | DR  |
| Competizione      | Punti | G       | V       | N       | P       | Gf      | Gs      | G            | V            | N            | P            | Gf           | Gs           | G      | V      | N      | P      | Gf     | Gs     | DR  |
| ----------------- | ----- | ------- | ------- | ------- | ------- | ------- | ------- | ------------ | ------------ | ------------ | ------------ | ------------ | ------------ | ------ | ------ | ------ | ------ | ------ | ------ | --- |
| 2. Bundesliga     | 50    | 19      | 11      | 7       | 1       | 36      | 12      | 19           | 8            | 5            | 6            | 36           | 27           | 38     | 19     | 12     | 7      | 72     | 39     | +33 |
| Coppa di Germania | -     | 2       | 2       | 0       | 0       | 12      | 2       | 2            | 1            | 0            | 1            | 4            | 5            | 4      | 3      | 0      | 1      | 16     | 7      | +9  |
| Totale            | 50    | 21      | 13      | 7       | 1       | 48      | 14      | 21           | 9            | 5            | 7            | 40           | 32           | 42     | 22     | 12     | 8      | 88     | 46     | +42 |

### Andamento in campionato
| Giornata  | 1 | 2 | 3 | 4 | 5 | 6 | 7 | 8 | 9 | 10 | 11 | 12 | 13 | 14 | 15 | 16 | 17 | 18 | 19 | 20 | 21 | 22 | 23 | 24 | 25 | 26 | 27 | 28 | 29 | 30 | 31 | 32 | 33 | 34 | 35 | 36 | 37 | 38 |
| --------- | - | - | - | - | - | - | - | - | - | -- | -- | -- | -- | -- | -- | -- | -- | -- | -- | -- | -- | -- | -- | -- | -- | -- | -- | -- | -- | -- | -- | -- | -- | -- | -- | -- | -- | -- |
| Luogo     | T | C | C | T | C | T | C | T | C | T  | C  | T  | C  | T  | C  | T  | C  | T  | C  | C  | T  | T  | C  | T  | C  | T  | C  | T  | C  | T  | C  | T  | C  | T  | C  | T  | C  | T  |
| Risultato | V | N | V | P | V | V | V | P | N | V  | N  | N  | V  | V  | N  | P  | V  | V  | V  | V  | V  | N  | V  | N  | P  | P  | N  | P  | V  | N  | N  | V  | N  | N  | V  | P  | V  | V  |
| Posizione | 4 | 6 | 1 | 6 | 3 | 1 | 1 | 1 | 1 | 1  | 3  | 2  | 2  | 2  | 2  | 2  | 2  | 1  | 1  | 1  | 1  | 1  | 1  | 1  | 1  | 1  | 1  | 2  | 2  | 2  | 2  | 2  | 2  | 2  | 2  | 2  | 2  | 2  |

Legenda:

Luogo: C = Casa; T = Trasferta. Risultato: V = Vittoria; N = Pareggio; P = Sconfitta.

### Statistiche dei giocatori
| Giocatore     | 2. Bundesliga | 2. Bundesliga | 2. Bundesliga | 2. Bundesliga | Relegation Bundesliga | Relegation Bundesliga | Relegation Bundesliga | Relegation Bundesliga | Coppa di Germania | Coppa di Germania | Coppa di Germania | Coppa di Germania | Totale   | Totale | Totale      | Totale     |
| Giocatore     | Presenze      | Reti          | Ammonizioni   | Espulsioni    | Presenze              | Reti                  | Ammonizioni           | Espulsioni            | Presenze          | Reti              | Ammonizioni       | Espulsioni        | Presenze | Reti   | Ammonizioni | Espulsioni |
| ------------- | ------------- | ------------- | ------------- | ------------- | --------------------- | --------------------- | --------------------- | --------------------- | ----------------- | ----------------- | ----------------- | ----------------- | -------- | ------ | ----------- | ---------- |
| E. Angele     | 30            | 1             | 7             | 1             | 1                     | 0                     | 0                     | 0                     | 4                 | 0                 | 0                 | 0                 | 35       | 1      | 7           | 1          |
| W. Berg       | 27            | 0             | 4             | 0             | 3                     | 0                     | 1                     | 0                     | 3                 | 1                 | 0                 | 0                 | 33       | 1      | 5           | 0          |
| K. Eickhoff   | 12            | 0             | 1             | 0             | 0                     | 0                     | 0                     | 0                     | 2                 | 1                 | 0                 | 0                 | 14       | 1      | 1           | 0          |
| N. Eilenfeldt | 38            | 10            | 0             | 0             | 3                     | 1                     | 0                     | 0                     | 3                 | 1                 | 0                 | 0                 | 44       | 12     | 0           | 0          |
| T. Ellenberg  | 7             | 0             | 0             | 0             | 0                     | 0                     | 0                     | 0                     | 0                 | 0                 | 0                 | 0                 | 7        | 0      | 0           | 0          |
| H. Erhart     | 30            | 11            | 0             | 1             | 3                     | 0                     | 0                     | 0                     | 4                 | 6                 | 1                 | 0                 | 37       | 17     | 1           | 1          |
| J. Hey        | 38            | 9             | 3             | 0             | 3                     | 0                     | 0                     | 0                     | 3                 | 0                 | 0                 | 0                 | 44       | 9      | 3           | 0          |
| E. Lienen     | 34            | 8             | 2             | 1             | 3                     | 1                     | 0                     | 0                     | 1                 | 1                 | 0                 | 0                 | 38       | 10     | 2           | 1          |
| W. Mittendorf | 33            | 2             | 6             | 0             | 1                     | 0                     | 0                     | 0                     | 2                 | 0                 | 0                 | 0                 | 36       | 2      | 6           | 0          |
| H. Moors      | 35            | 5             | 4             | 0             | 3                     | 1                     | 2                     | 0                     | 4                 | 0                 | 0                 | 0                 | 42       | 6      | 6           | 0          |
| R. Peitsch    | 37            | 6             | 2             | 0             | 3                     | 0                     | 1                     | 1                     | 4                 | 1                 | 0                 | 0                 | 44       | 7      | 3           | 1          |
| W. Pohl       | 28            | 2             | 3             | 0             | 3                     | 0                     | 0                     | 0                     | 2                 | 0                 | 0                 | 0                 | 33       | 2      | 3           | 0          |
| C. Sackewitz  | 20            | 3             | 1             | 0             | 3                     | 0                     | 0                     | 0                     | 2                 | 0                 | 1                 | 0                 | 25       | 3      | 2           | 0          |
| W. Schilling  | 31            | 5             | 1             | 0             | 3                     | 1                     | 0                     | 0                     | 4                 | 2                 | 0                 | 0                 | 38       | 8      | 1           | 0          |
| P. Schreiner  | 0             | 0             | 0             | 0             | 0                     | 0                     | 0                     | 0                     | 1                 | 0                 | 0                 | 0                 | 1        | 0      | 0           | 0          |
| N. Siefke     | 1             | 0             | 0             | 0             | 0                     | 0                     | 0                     | 0                     | 1                 | 1                 | 0                 | 0                 | 2        | 1      | 0           | 0          |
| G. Siese      | 1             | 0             | 0             | 0             | 0                     | 0                     | 0                     | 0                     | 2                 | 0                 | 0                 | 0                 | 3        | 0      | 0           | 0          |
| U. Stein      | 37            | 0             | 1             | 0             | 3                     | 0                     | 0                     | 0                     | 2                 | 0                 | 0                 | 0                 | 42       | 0      | 1           | 0          |
| M. Wolf       | 35            | 9             | 1             | 0             | 3                     | 0                     | 0                     | 0                     | 4                 | 1                 | 0                 | 0                 | 42       | 10     | 1           | 0          |